# Peenemünde
Peenemünde ([peːnəˈmʏndə]IPA, doslova ústí Peene) je nejsevernější vesnice na ostrově Usedom v severovýchodní části Německa, nachází se u ústí řeky Peene. Podle sčítání z přelomu roků 2006 a 2007 má 345 obyvatel. Vesnice je známá především díky přilehlému výzkumnému středisku německé Luftwaffe (Heeresversuchsanstalt Peenemünde) používanému během druhé světové války.

## Historie

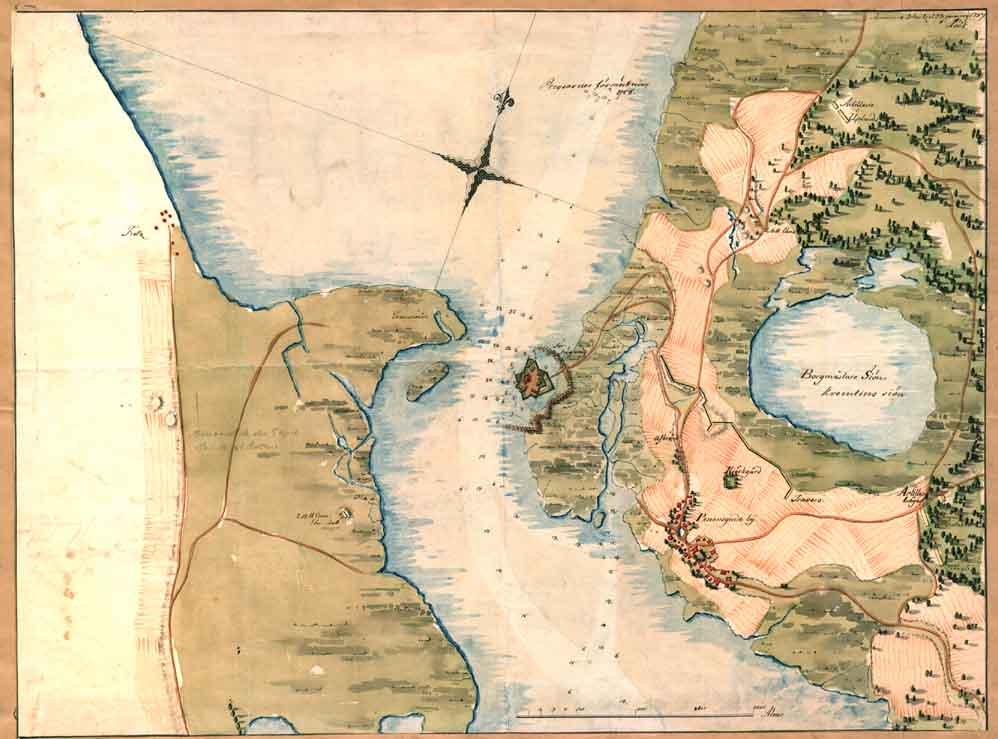
Peenemünde v roce 1759

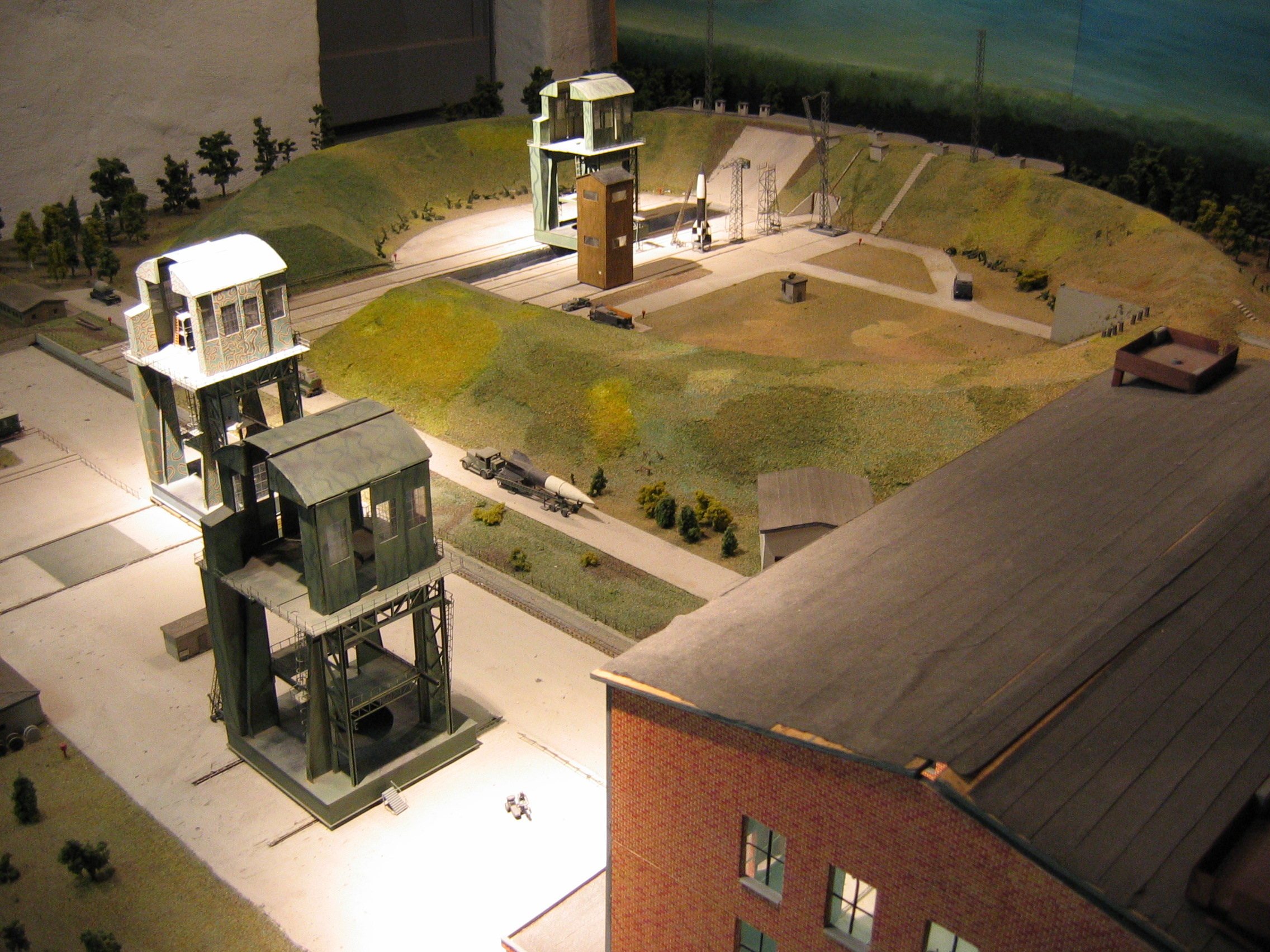
Model testovacího stanoviště Test Stand VII

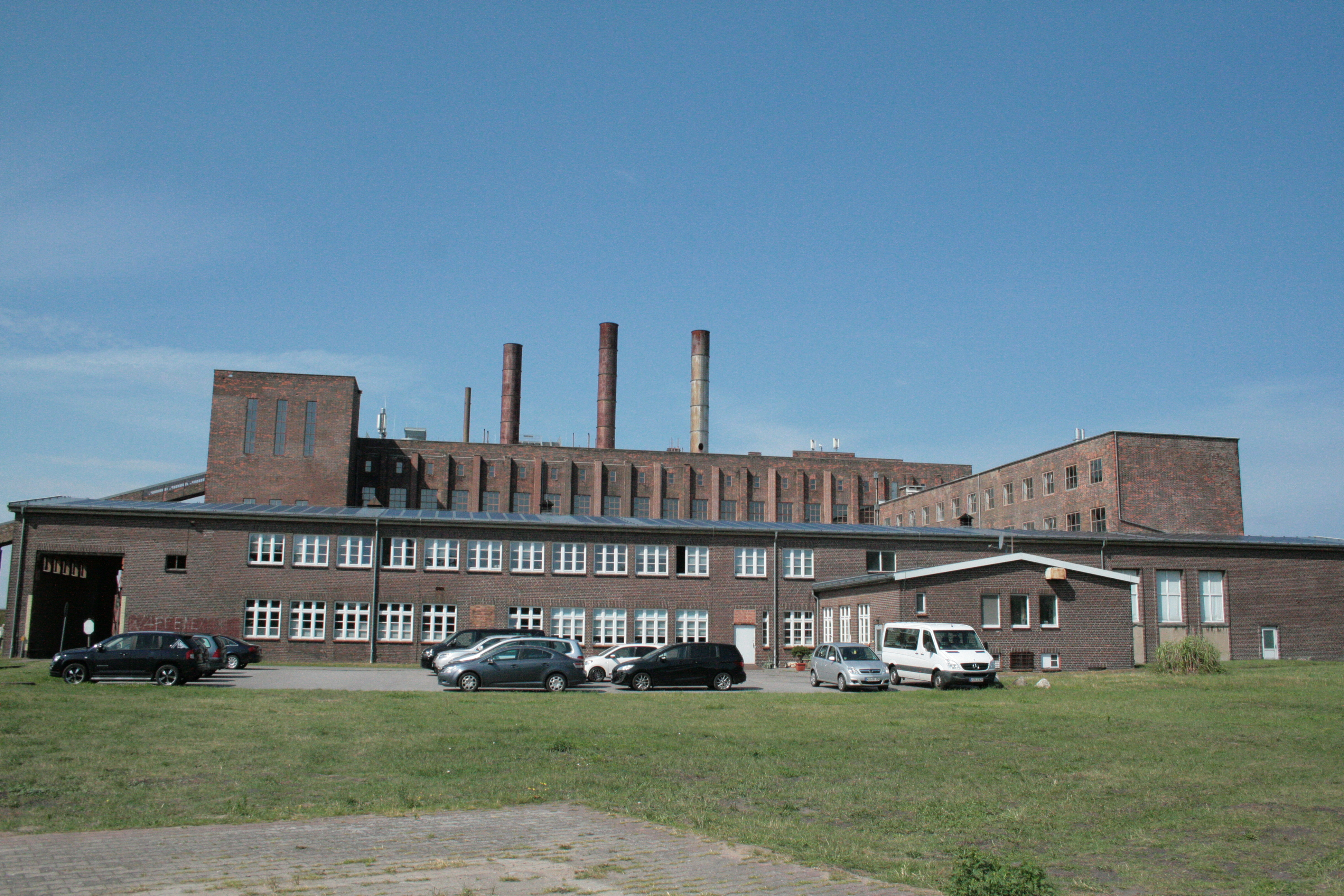
Bývalá elektrárna, dříve součást základny, v současnosti muzeum

První zmínky o vesnici se datují do roku 1282, kdy ji pomořanský kníže Bogislaw IV. daroval městu Wolgast.
Během třicetileté války se zde 4. července 1630 vylodil švédský král Gustav II. Adolf Švédský se svými 14 000 vojáky na začátku svého tažení k obsazení Německé říše.
Roku 1936 Říšské ministerstvo letectví (Reichsluftfahrtministerium) zaplatilo městu Wolgast 750 000 říšských marek za odkoupení celého severního poloostrova Usedom a u vesnice se roku 1937 začalo budovat armádní výzkumné středisko (Heeresversuchsstelle). O rok později už bylo téměř dokončeno a jeho technickým ředitelem se stal Wernher von Braun (dříve pracující v Kummersdorfu).
Probíhal zde vývoj nacistických zbraní odplaty včetně rakety V-2. Dalšími projekty byly rakety Enzian, Schmetterling, Rheintochter a Wasserfall. Zároveň zde Johannes Plendl vyvinul s tím úzce související systémy noční navigace a radarů. Mimo to zde byl například použitý první kamerový systém na světě. Ve vojenské vývojové základně pracovalo zhruba dvanáct tisíc lidí a to nejen vojenských a civilních zaměstnanců, ale též válečných zajatců, nuceně nasazených a vězňů. Součástí komplexu byl proto také malý pracovní koncentrační tábor Karlshagen, který byl pobočkou koncentračního tábora Ravensbrück.
Podle Britů objevily Peenemünde jejich průzkumné letky 12. června 1943 poté, co vyfotily velký válcovitý objekt neznámého určení. Podle Poláků k tomu přispěla hlavně jejich Zemská armáda (Armia Krajowa). V noci z 17. na 18. srpna 1943 byla základna bombardována téměř 600 letadly britského královského letectva. Tato akce byla nazvána krycím jménem operace Hydra. Část bomb neúmyslně dopadla i na pracovní tábor asi 2,5 km od základny, kde zemřelo přes 500 civilistů, převážně deportovaných Poláků. Následně byla ale základna správně zaměřena a částečně zničena (od objevení do konce války na ni spadlo 122 tisíc tun munice). Z důvodu odhalení základny byla výroba raket na počátku roku 1944 přesunuta do podzemní továrny Mittelwerk u města Nordhausen, kde ve výrobě pokračovali vězni z koncentračního tábora Mittelbau-Dora a odpalovací zkoušky a výcvik raketových jednotek byly přesunuty do Blizny v Polsku. V Peenemünde zůstalo z původních dvanácti tisíc jen asi 400 vývojových pracovníků. Až do května 1945 probíhal průběžný přesun personálu a dělníků do středního Německa.
5. května 1945 byla základna obsazena sovětskou armádou. Ta ji zabrala až do roku 1952. Toho roku byla opět předána do rukou Němců, tentokrát ale už východoněmecké armádě Nationale Volksarmee. V padesátých a šedesátých letech zde probíhalo rozebírání nepotřebných součástí základny. Byla zachována pouze elektrárna, letiště a železniční spojení s městečkem Zinnowitz.
Do znovusjednocení Německa roku 1990 zde existovala nepoužívaná letecká základna, v roce 1993 byla i ta zrušena a dnes se letiště používá pouze pro vyhlídkové lety.

## Kultura

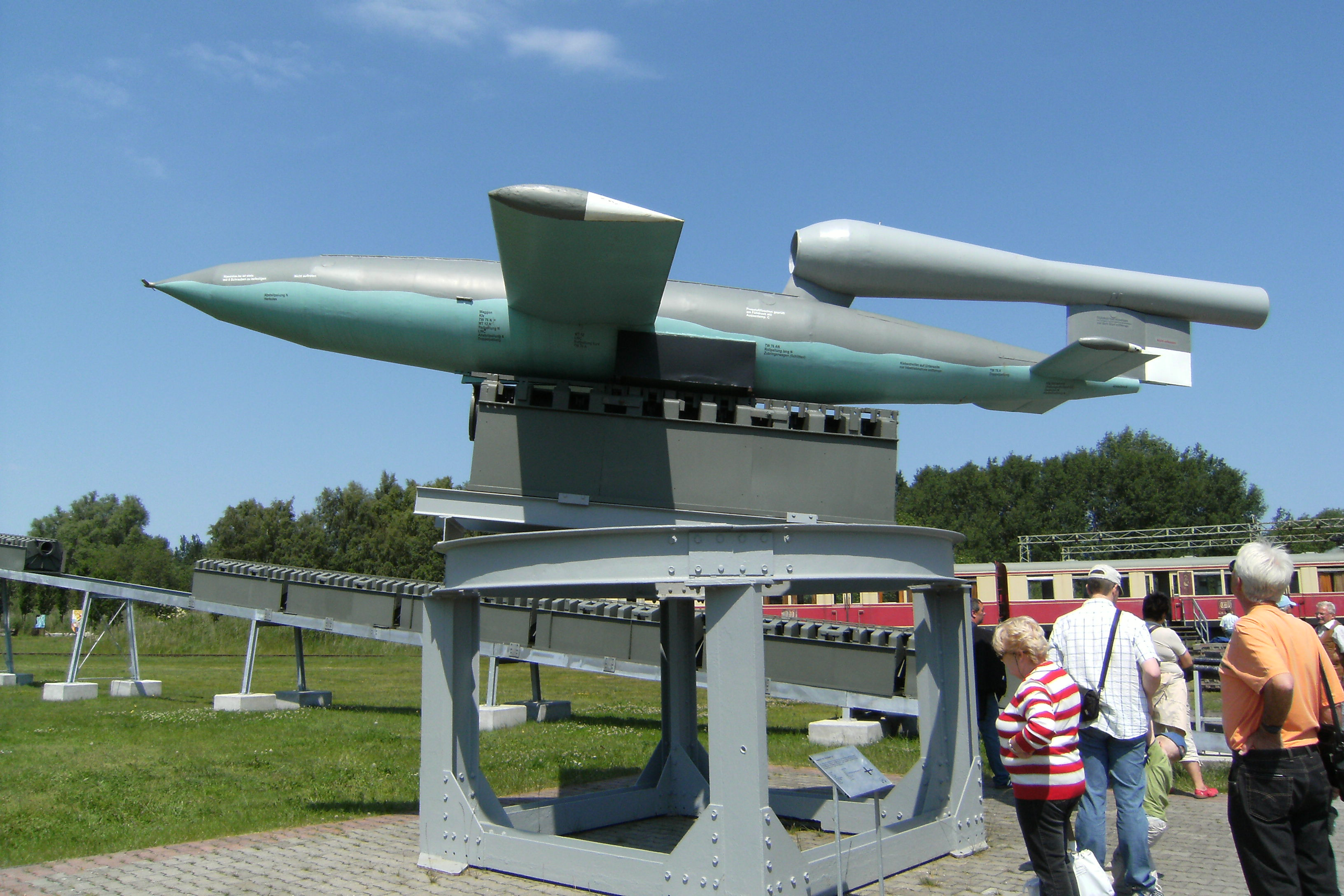
Raketa V-1 v muzeu na Peenemünde

V areálu bývalé elektrárny bylo roku 1992 pod širým nebem otevřeno Historicko-technické informační centrum s leteckými exponáty, mezi které patří i Fieseler Fi 103 (V-1) a Aggregat 4 (V-2). Vedle muzea má i funkci kulturního centra Peenemünde.
V přístavu u vesnice kotví i sovětská ponorka U-461, sloužící jako muzeum (největší muzeum v ponorce na světě) a je zde malé muzeum hraček.